# François Bizot

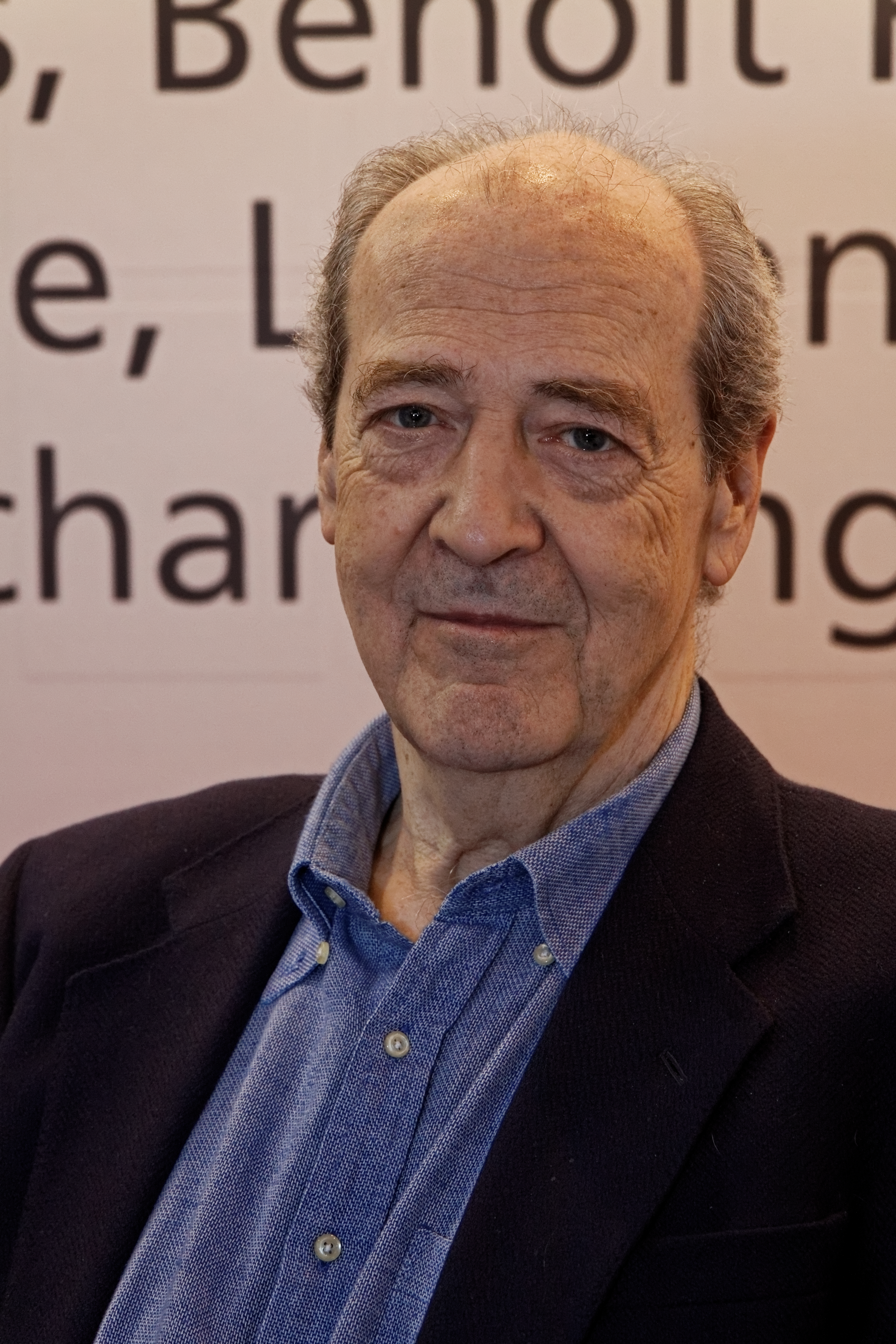
Der französische Philologe François Bizot war der einzige Europäer, welcher das Foltergefängnis M-13 überlebte.

François Bizot (* 8. Februar 1940 in Nancy) ist ein französischer Philologe. Er gilt als Spezialist für Buddhismus in Thailand, Kambodscha, Myanmar, Laos und Vietnam an der École française d’Extrême-Orient in Paris.
Er gilt als der einzige Europäer, welcher eine Gefangenschaft bei den Roten Khmer in Kambodscha überlebt hat. Über seine Gefangenschaft bei den Roten Khmer verfasste er ein Buch mit Namen Le Portail.

## Leben
Er studierte indische und buddhistische Philologie an der École pratique des Hautes études und Ethnologie und Soziologie Südostasiens an der École des Hautes études en sciences sociales in Paris. 1965 wurde er Mitarbeiter der École française d’Extrême-Orient, wo er an einem Projekt zur Erforschung und Restaurierung der Tempel von Angkor in Kambodscha arbeitete.
François Bizot geriet während einer Offensive der Roten Khmer in der Provinz Siem Raep im Oktober 1971 in Gefangenschaft und wurde im Spezialgefängnis M-13 in Anlong Veng gefangen gehalten. Die Roten Khmer warfen ihm vor, ein CIA-Agent zu sein. François Bizot konnte die Verantwortlichen des Gefängnisses überzeugen, dass er nur ein einfacher Mitarbeiter der Forschungsarbeiten in Angkor war. Am 25. Dezember 1971 ließen ihn seine Bewacher überraschend frei und setzten ihn in der Nähe eines Militärpostens der Khmer-Republik ab, nachdem sie tagelang durch den Dschungel marschiert waren. Seine zwei kambodschanischen Mitarbeiter wurden dagegen umgebracht.
Nach der Eroberung von Phnom Penh im April 1975 durch die Roten Khmer diente François Bizot als Übersetzer in der von Flüchtlingen überfüllten Französischen Botschaft. Er war wesentlich an den Verhandlungen mit den Roten Khmer beteiligt, welche die Ausreise der europäischen Flüchtlinge nach Thailand ermöglichten. Anschließend wurde er Professor an der École française d’Extrême-Orient in Paris. 
François Bizot war Zeuge beim Rote-Khmer-Tribunal in Phnom Penh. Er war ein Schlüsselzeuge beim Prozess gegen den Leiter des Gefängnisses Tuol Sleng, Kaing Guek Eav alias „Duch“, in Phnom Penh.
2003 kehrte er nach Kambodscha zurück und traf „Duch“ im Gefängnis. Er sagte über seine Gefangenschaft beim Internationalen Gericht aus.

## Veröffentlichungen (Auswahl)
- Ma vie à l'Ecole française d'Extrême-Orient. 2009, ISBN 9782849901212.